# Rovensko
Rovensko je naseljeno mjesto u okrugu Senica u Trnavskom kraju u Slovačkoj.

## Stanovništvo
| Godina:     | 1993. | 2003.    | 2013.    | 2023.   |
| ----------- | ----- | -------- | -------- | ------- |
| Broj ljudi: | 411   | 367      | 418      | 440     |
| Razlika:    |       | -10,70 % | +13,89 % | +5,26 % |

| Godina:     | 2022. | 2023.   |
| ----------- | ----- | ------- |
| Broj ljudi: | 440   | 440     |
| Razlika:    |       | -1,42 % |

Prema podacima o broju stanovnika iz 2023. godine naselje je imalo 440 stanovnika.

## Vanjske poveznice
- Službena stranica naselja (sl.)